# Olympiakos Syndesmos Filathlōn Peiraiōs 2016-2017
Questa voce raccoglie le informazioni riguardanti l'Olympiakos nelle competizioni ufficiali della stagione 2016-2017.

## Maglie e sponsor
Il fornitore tecnico per la stagione 2016-2017 è Adidas. Gli sponsor ufficiali sono Stoiximan e UNICEF (sul retro).
| 1ª divisa | 2ª divisa |

## Rosa
| N. |                       | Ruolo | Calciatore             |
| -- | --------------------- | ----- | ---------------------- |
| 2  | Grecia (bandiera)     | D     | Giannīs Maniatīs       |
| 3  | Spagna (bandiera)     | D     | Alberto Botía          |
| 4  | Togo (bandiera)       | C     | Alaixys Romao          |
| 5  | Serbia (bandiera)     | C     | Luka Milivojević       |
| 6  | Marocco (bandiera)    | D     | Manuel da Costa        |
| 7  | Grecia (bandiera)     | C     | Kōstas Fortounīs       |
| 8  | Grecia (bandiera)     | C     | Andreas Bouchalakīs    |
| 9  | Paraguay (bandiera)   | A     | Óscar Cardozo          |
| 10 | Argentina (bandiera)  | A     | Alejandro Domínguez () |
| 11 | Germania (bandiera)   | C     | Marko Marin            |
| 14 | Norvegia (bandiera)   | D     | Omar Elabdellaoui      |
| 17 | Iran (bandiera)       | A     | Karim Ansarifard       |
| 18 | Norvegia (bandiera)   | C     | Tarik Elyounoussi      |
| 19 | Argentina (bandiera)  | C     | Esteban Cambiasso      |
| 21 | Portogallo (bandiera) | A     | Gonçalo Paciência      |
| 21 | Francia (bandiera)    | D     | Aly Cissokho           |
| 23 | Grecia (bandiera)     | D     | Dīmītrios Siovas       |
| 24 | Spagna (bandiera)     | D     | Alberto de la Bella    |

| N. |                       | Ruolo | Calciatore               |
| -- | --------------------- | ----- | ------------------------ |
| 27 | Grecia (bandiera)     | P     | Stefanos Kapino          |
| 28 | Portogallo (bandiera) | C     | André Martins            |
| 29 | Grecia (bandiera)     | D     | Praxitelīs Vouros        |
| 31 | Italia (bandiera)     | P     | Nicola Leali             |
| 32 | Grecia (bandiera)     | C     | Thanasīs Androutsos      |
| 33 | Grecia (bandiera)     | P     | Eleutherios Choutesiōtīs |
| 36 | Brasile (bandiera)    | D     | Bruno Viana              |
| 41 | Grecia (bandiera)     | D     | Kōstas Tsimikas          |
| 43 | Grecia (bandiera)     | D     | Dīmītrīs Nikolaou        |
| 44 | Serbia (bandiera)     | C     | Saša Zdjelar             |
| 44 | Ecuador (bandiera)    | D     | Juan Carlos Paredes      |
| 45 | Grecia (bandiera)     | D     | Panagiōtīs Retsos        |
| 52 | Grecia (bandiera)     | C     | Giōrgos Manthatīs        |
| 77 | Portogallo (bandiera) | D     | Diogo Figueiras          |
| 90 | Colombia (bandiera)   | C     | Felipe Pardo             |
| 92 | Brasile (bandiera)    | A     | Sebá                     |
| 99 | Nigeria (bandiera)    | A     | Brown Ideye              |

## Calciomercato

### Sessione estiva
| Acquisti | Acquisti                | Acquisti            | Acquisti               |
| R.       | Nome                    | da                  | Modalità               |
| -------- | ----------------------- | ------------------- | ---------------------- |
| P        | Nicola Leali            | Juventus            | prestito               |
| P        | Giōrgos Strezos         | Panachaïkī          | fine prestito          |
| P        | Thōmas Triantafyllos    | Kerkyra             | definitivo             |
| D        | Mark Asigba             | Panachaïkī          | fine prestito          |
| D        | Anastasios Avlōnitīs    | Sturm Graz          | fine prestito          |
| D        | Alberto de la Bella     | Real Sociedad       | definitivo             |
| D        | Diogo Figueiras         | Siviglia            | definitivo (1,5 mln €) |
| D        | Antonis Karageorgis     | Kallonī             | definitivo             |
| D        | Giannīs Maniatīs        | Standard Liegi      | fine prestito          |
| D        | Manōlīs Mpertos         | Skoda Xanthī        | fine prestito          |
| D        | Epaminōndas Pantelakīs  | Kissamikos          | fine prestito          |
| D        | Manōlīs Tzanakakīs      | Anorthōsis          | fine prestito          |
| D        | Bruno Viana             | Cruzeiro            | definitivo (2 mln €)   |
| C        | Tarik Elyounoussi       | Hoffenheim          | definitivo (1 mln €)   |
| C        | Giannīs Gianniōtas      | APOEL               | fine prestito          |
| C        | Marko Janković          | Maribor             | fine prestito          |
| C        | Kōstas Laïfīs           | Anorthōsis          | definitivo (0,6 mln €) |
| C        | Marko Marin             | Chelsea             | definitivo (3 mln €)   |
| C        | André Martins           | Sporting Lisbona    | svincolato             |
| C        | Felipe Pardo            | Braga               | definitivo (1,5 mln €) |
| C        | Alaixys Romao           | Olympique Marsiglia | svincolato             |
| C        | Theofanīs Tzandarīs     | Paniōnios           | fine prestito          |
| A        | Jorge Benítez           | Cruz Azul           | fine prestito          |
| A        | El Fardou Ben Nabouhane | Levadeiakos         | fine prestito          |
| A        | Óscar Cardozo           | Trabzonspor         | definitivo (2,4 mln €) |
| A        | Anastasios Karamanos    | Paniōnios           | fine prestito          |
| A        | Nicolás Martínez        | Anorthōsis          | fine prestito          |
| A        | Michael Olaitan         | Kortrijk            | fine prestito          |
| A        | Gonçalo Paciência       | Porto               | prestito               |
| A        | Marko Šćepović          | R.E. Mouscron       | fine prestito          |
| A        | Nikos Vergos            | Elche               | fine prestito          |

| Cessioni | Cessioni                | Cessioni          | Cessioni               |
| R.       | Nome                    | a                 | Modalità               |
| -------- | ----------------------- | ----------------- | ---------------------- |
| P        | Roberto                 | Espanyol          | definitivo (3 mln €)   |
| P        | Giōrgos Strezos         | Panaigialeios     | svincolato             |
| P        | Thōmas Triantafyllos    | Kerkyra           | prestito               |
| D        | Mark Asigba             | GAS Veria         | prestito               |
| D        | Anastasios Avlōnitīs    |                   | svincolato             |
| D        | Antonis Karageorgis     | Kallonī           | prestito               |
| D        | Arthur Masuaku          | West Ham Utd      | definitivo (7,1 mln €) |
| D        | Manōlīs Mpertos         | Asteras Tripolīs  | svincolato             |
| D        | Epaminōndas Pantelakīs  | Kissamikos        | prestito               |
| D        | Manōlīs Saliakas        | Karmiōtissa       | prestito               |
| D        | Leandro Salino          |                   | svincolato             |
| D        | Manōlīs Tzanakakīs      | Arīs Salonicco    | svincolato             |
| C        | Jimmy Durmaz            | Tolosa            | definitivo (2 mln €)   |
| C        | David Fuster            | Getafe            | svincolato             |
| C        | Giannīs Gianniōtas      | APOEL             | prestito (0,25 mln €)  |
| C        | Hernâni                 | Porto             | fine prestito          |
| C        | Marko Janković          | Partizan          | prestito               |
| C        | Pajtim Kasami           | Nottingham Forest | prestito               |
| C        | Dīmītrīs Kolovos        | Malines           | prestito               |
| C        | Qazim Laçi              | APOEL             | prestito               |
| C        | Kōstas Laïfīs           | Standard Liegi    | prestito               |
| C        | Kōstas Plegas           | Panthrakikos      | prestito               |
| A        | Jorge Benítez           | Cruz Azul         | definitivo (4 mln €)   |
| A        | El Fardou Ben Nabouhane | Paniōnios         | prestito               |
| A        | Dīmītrīs Diamantakos    | Karlsruhe         | definitivo (1,5 mln €) |
| A        | Anastasios Karamanos    | Feirense          | prestito               |
| A        | Nicolás Martínez        | Western Sydney    | prestito               |
| A        | Michael Olaitan         | Paniōnios         | definitivo             |
| A        | Alan Pulido             | Guadalajara       | definitivo (6 mln €)   |
| A        | Marko Šćepović          | Videoton          | definitivo             |
| A        | Nikos Vergos            | Castilla          | prestito               |

### Sessione invernale
| Acquisti | Acquisti            | Acquisti     | Acquisti                |
| R.       | Nome                | da           | Modalità                |
| -------- | ------------------- | ------------ | ----------------------- |
| D        | Pape Abou Cissé     | Ajaccio      | definitivo              |
| D        | Aly Cissokho        | Aston Villa  | prestito                |
| D        | Juan Carlos Paredes | Watford      | prestito                |
| C        | Karim Ansarifard    | Paniōnios    | definitivo (0,4 mln €)  |
| C        | Qazim Laçi          | APOEL        | fine prestito           |
| C        | Kōstas Plegas       | Panthrakikos | fine prestito           |
| C        | Manōlīs Siōpīs      | Paniōnios    | definitivo (0,15 mln €) |

| Cessioni | Cessioni            | Cessioni       | Cessioni                |
| R.       | Nome                | a              | Modalità                |
| -------- | ------------------- | -------------- | ----------------------- |
| D        | Pape Abou Cissé     | Ajaccio        | prestito                |
| D        | Omar Elabdellaoui   | Hull City      | prestito (1 mln €)      |
| D        | Giannīs Maniatīs    |                | svincolato              |
| D        | Kōstas Tsimikas     | Esbjerg        | prestito                |
| D        | Dīmītrios Siovas    | Leganés        | prestito                |
| D        | Praxitelīs Vouros   | Levadeiakos    | prestito                |
| C        | Qazim Laçi          | Levadeiakos    | prestito                |
| C        | Luka Milivojević    | Crystal Palace | definitivo (12,8 mln €) |
| C        | Felipe Pardo        | Nantes         | prestito                |
| C        | Manōlīs Siōpīs      | Paniōnios      | prestito                |
| C        | Theofanīs Tzandarīs | Koper          | prestito                |
| C        | Saša Zdjelar        | Maiorca        | prestito                |
| A        | Brown Ideye         | Tianjin Teda   | definitivo (12 mln €)   |
| A        | Gonçalo Paciência   | Porto          | fine prestito           |

## Risultati

### Souper Ligka Ellada

#### Girone d'andata
| Arbitro: | Vatsios (Attica Occidentale) |

|                           |           |                  |
| Fortounīs 54’ Marin 90+3’ | Marcatori | 27’ (rig.) Mazza |

| Arbitro: | Mantalos (Kavala) |

|  |           |                           |
|  | Marcatori | 38’ Ideye 89’ Milivojević |

| Arbitro: | Delfakīs (Arcadia) |

|                                                              |           |               |
| Ideye 25’, 61’, 89’ Sebá 27’ Elyounoussi 41’ Milivojević 49’ | Marcatori | 74’ Kapetanos |

| Arbitro: | Fōtiadīs (Serres) |

|            |           |                                |
| Perrone 5’ | Marcatori | 51’ (rig.) Domínguez 75’ Ideye |

| Arbitro: | Papadopoulos (Macedonia) |

|               |           |  |
| Gkolias 90+2’ | Marcatori |  |

| Arbitro: | Sidīropoulos (Dodecaneso) |

|                                    |           |  |
| Ideye 6’ Martins 64’ Fortounīs 79’ | Marcatori |  |

| Arbitro: | Labropoulos (Elide) |

|  |           |                           |
|  | Marcatori | 15’ Botía 64’ Milivojević |

| Arbitro: | Aretopoulos (Trikala) |

|                                     |           |           |
| Varela 25’ (aut.) Milivojević 90+6’ | Marcatori | 6’ Varela |

| Arbitro: | Delfakīs (Arcadia) |

|  |           |           |
|  | Marcatori | 54’ Ideye |

| Arbitro: | Sidīropoulos (Dodecaneso) |

|                                     |           |  |
| Botía 21’ Elyounoussi 26’ Ideye 44’ | Marcatori |  |

| Arbitro: | Foukakīs (Candia) |

|                                     |           |               |
| Giakoumakīs 35’ Manousos 40’ (rig.) | Marcatori | 4’, 12’ Ideye |

| Il Pireo 27 novembre 2016, ore 15:00 EET 12ª giornata | Olympiacos        | 0 – 0 referto | Kerkyra | Stadio Geōrgios Karaiskakīs (9 032 spett.)\| Arbitro: \| Blanas (Messenia) \| |
| Arbitro:                                              | Blanas (Messenia) |               |         |                                                                               |

| Arbitro: | Evangelou (Atene) |

|                                              |           |  |
| Ideye 48’, 74’ Milivojević 69’ Fortounīs 71’ | Marcatori |  |

| Arbitro: | Papapetrou (Atene) |

|  |           |                        |
|  | Marcatori | 68’ Cardozo 90+2’ Sebá |

| Arbitro: | Katsikogiannīs (Epiro) |

|                                    |           |            |
| Sebá 61’ Cardozo 83’ Figueiras 85’ | Marcatori | 52’ Kousas |

#### Girone di ritorno
| Tripoli 18 gennaio 2017, ore 19:30 EET 16ª giornata | Asteras Tripolīs | 0 – 0 referto | Olympiacos | Stadio Theodōros Kolokotrōnīs (1 772 spett.)\| Arbitro: \| Kyzas (Drama) \| |
| Arbitro:                                            | Kyzas (Drama)    |               |            |                                                                             |

| Arbitro: | Kominīs (Tesprozia) |

|                                    |           |  |
| Svarnas 48’ (aut.) Manthatīs 90+2’ | Marcatori |  |

| Arbitro: | Tzīlos (Larissa) |

|             |           |                               |
| Sarpong 24’ | Marcatori | 11’ Fortounīs 35’ Milivojević |

| Arbitro: | Kiotzenīs (Xanthi) |

|                                        |           |  |
| Viana 2’ Elyounoussi 42’ Fortounīs 56’ | Marcatori |  |

| Arbitro: | Granas (Tracia occidentale) |

|                        |           |  |
| Androutsos 1’ Ideye 9’ | Marcatori |  |

| Arbitro: | Mantalos (Kavala) |

|               |           |  |
| Ajdarević 34’ | Marcatori |  |

| Arbitro: | Kominīs (Tesprozia) |

|  |           |             |
|  | Marcatori | 1’ Masouras |

| Arbitro: | Kyzas (Drama) |

|                         |           |  |
| Šachov 53’ Prijović 60’ | Marcatori |  |

| Arbitro: | Selimos (Laconia) |

|                                   |           |  |
| da Costa 36’ Fytanidīs 62’ (aut.) | Marcatori |  |

| Arbitro: | Kominīs (Tesprozia) |

|          |           |  |
| Berg 15’ | Marcatori |  |

| Arbitro: | Zachariadīs (Macedonia) |

|                     |           |                     |
| Marin 54’ Romao 64’ | Marcatori | 45’ (rig.) Manousos |

| Arbitro: | Evangelou (Atene) |

|  |           |                         |
|  | Marcatori | 20’ Fortounīs 77’ Marin |

| Arbitro: | Kiotzenīs (Xanthi) |

|               |           |             |
| Vasileiou 43’ | Marcatori | 89’ Cardozo |

| Arbitro: | Tzīlos (Larissa) |

|                                                                  |           |  |
| Marin 21’ da Costa 24’ de la Bella 29’, 71’ Domínguez 81’ (rig.) | Marcatori |  |

| Arbitro: | Katsikogiannīs (Epiro) |

|  |           |                               |
|  | Marcatori | 37’ Domínguez 79’ Elyounoussi |

### Coppa di Grecia

#### Fase a gironi
| Squadra    | P.ti | G | V | N | P | GF | GS | DR |
| ---------- | ---- | - | - | - | - | -- | -- | -- |
| Olympiacos | 9    | 3 | 3 | 0 | 0 | 8  | 0  | +8 |
| Platanias  | 6    | 3 | 2 | 0 | 1 | 3  | 4  | -1 |
| Sparta     | 3    | 3 | 1 | 0 | 2 | 4  | 2  | +2 |
| AO Chania  | 0    | 3 | 0 | 0 | 3 | 1  | 10 | -9 |

| Arbitro: | Evangelou (Atene) |

|                                |           |  |
| Pardo 5’, 66’ Elabdellaoui 68’ | Marcatori |  |

| Arbitro: | Selimos (Laconia) |

|  |           |                                                        |
|  | Marcatori | 16’ Cambiasso 25’ Ideye 43’ (aut.) Theologou 49’ Pardo |

| Arbitro: | Diamantopoulos (Arcadia) |

|  |           |               |
|  | Marcatori | 65’ Manthatīs |

#### Ottavi di finale
| Arbitro: | Tikas (Karditsa) |

|               |           |                |
| Milunović 13’ | Marcatori | 81’ Ansarifard |

| Arbitro: | Selimos (Laconia) |

|                           |           |  |
| Cissokho 50’ Nikolaou 86’ | Marcatori |  |

#### Quarti di finale
| Il Pireo 8 febbraio 2017, ore 19:30 EET Andata | Olympiacos         | 0 – 0 referto | Atromītos | Stadio Geōrgios Karaiskakīs\| Arbitro: \| Papapetrou (Atene) \| |
| Arbitro:                                       | Papapetrou (Atene) |               |           |                                                                 |

| Arbitro: | Aretopoulos (Trikala) |

|           |           |                         |
| Dauda 46’ | Marcatori | 63’ Romao 71’ Fortounīs |

#### Semifinale
| Arbitro: | Papapetrou (Atene) |

|               |           |                         |
| Figueiras 13’ | Marcatori | 6’ Araujo 64’ Rodríguez |

| Arbitro: | Sidīropoulos (Dodecaneso) |

|  |           |           |
|  | Marcatori | 82’ Romao |

### Champions League
| Il Pireo 27 luglio 2016, ore 21:45 EEST Terzo turno preliminare - Andata | Olympiacos | 0 – 0 referto | Hapoel Be'er Sheva | Stadio Geōrgios Karaiskakīs (20 531 spett.)\| Arbitro: \| de Sousa \| |
| Arbitro:                                                                 | de Sousa   |               |                    |                                                                       |

| Arbitro: | Bastien |

|            |           |  |
| Tzedek 79’ | Marcatori |  |

### Europa League

#### Play-off
| Arbitro: | Vinčić |

|  |           |          |
|  | Marcatori | 27’ Sebá |

| Arbitro: | Es'kov |

|                          |           |          |
| Domínguez 94’ Ideye 113’ | Marcatori | 80’ Gêgê |

#### Fase a gironi
| Squadra    | P.ti | G | V | P | S | GF | GS | DG |
| ---------- | ---- | - | - | - | - | -- | -- | -- |
| APOEL      | 12   | 6 | 4 | 0 | 2 | 8  | 6  | +2 |
| Olympiacos | 8    | 6 | 2 | 2 | 2 | 7  | 6  | +1 |
| Young Boys | 8    | 6 | 2 | 2 | 2 | 7  | 4  | +3 |
| Astana     | 5    | 6 | 1 | 2 | 3 | 5  | 11 | -6 |

| Arbitro: | Bojko |

|  |           |               |
|  | Marcatori | 42’ Cambiasso |

| Arbitro: | Gil |

|  |           |              |
|  | Marcatori | 10’ Sōtīriou |

| Arbitro: | Stieler |

|                                             |           |               |
| Figueiras 25’ Elyounoussi 33’ Sebá 34’, 65’ | Marcatori | 54’ Kabananga |

| Arbitro: | Grinfeld |

|               |           |          |
| Despotović 8’ | Marcatori | 29’ Sebá |

| Arbitro: | Zelinka |

|               |           |            |
| Fortounīs 48’ | Marcatori | 58’ Hoarau |

| Arbitro: | del Cerro Grande |

|                                    |           |  |
| da Costa 20’ (aut.) De Camargo 83’ | Marcatori |  |

#### Sedicesimi di finale
| Il Pireo 16 febbraio 2017, ore 20:00 EET Andata | Olympiacos | 0 – 0 referto | Osmanlıspor | Stadio Geōrgios Karaiskakīs (24 478 spett.)\| Arbitro: \| Buquet \| |
| Arbitro:                                        | Buquet     |               |             |                                                                     |

| Arbitro: | Vad |

|  |           |                                     |
|  | Marcatori | 47’, 86’ Ansarifard 70’ Elyounoussi |

#### Ottavi di finale
| Arbitro: | Makkelie |

|               |           |               |
| Cambiasso 36’ | Marcatori | 53’ Aboubakar |

| Arbitro: | Oliver |

|                                        |           |                 |
| Aboubakar 10’ Babel 22’, 75’ Tosun 84’ | Marcatori | 31’ Elyounoussi |

## Statistiche

### Statistiche di squadra
| Competizione        | Punti       | In casa | In casa | In casa | In casa | In casa | In casa | In trasferta | In trasferta | In trasferta | In trasferta | In trasferta | In trasferta | Totale | Totale | Totale | Totale | Totale | Totale | DR  |
| Competizione        | Punti       | G       | V       | N       | P       | Gf      | Gs      | G            | V            | N            | P            | Gf           | Gs           | G      | V      | N      | P      | Gf     | Gs     | DR  |
| ------------------- | ----------- | ------- | ------- | ------- | ------- | ------- | ------- | ------------ | ------------ | ------------ | ------------ | ------------ | ------------ | ------ | ------ | ------ | ------ | ------ | ------ | --- |
| Souper Ligka Ellada | 67          | 15      | 13      | 1       | 1       | 39      | 6       | 15           | 8            | 3            | 4            | 18           | 10           | 30     | 21     | 4      | 5      | 57     | 16     | +42 |
| Coppa di Grecia     | 9           | 5       | 2       | 2       | 1       | 6       | 2       | 4            | 3            | 1            |              | 7            | 2            | 9      | 5      | 3      | 1      | 13     | 4      | +9  |
| Champions League    | terzo turno | 1       | 0       | 1       | 0       | 0       | 0       | 1            | 0            | 0            | 1            | 0            | 1            | 2      | 0      | 1      | 1      | 0      | 1      | -1  |
| Europa League       | 8           | 5       | 2       | 2       | 1       | 7       | 4       | 5            | 2            | 1            | 1            | 6            | 3            | 10     | 4      | 3      | 2      | 13     | 7      | +6  |
| Totale              | 84          | 27      | 17      | 6       | 3       | 52      | 12      | 26           | 13           | 5            | 6            | 31           | 16           | 51     | 30     | 11     | 9      | 83     | 28     | +55 |

### Andamento in campionato
| Giornata  | 1 | 2 | 3 | 4 | 5 | 6 | 7 | 8 | 9 | 10 | 11 | 12 | 13 | 14 | 15 | 16 | 17 | 18 | 19 | 20 | 21 | 22 | 23 | 24 | 25 | 26 | 27 | 28 | 29 | 30 |
| --------- | - | - | - | - | - | - | - | - | - | -- | -- | -- | -- | -- | -- | -- | -- | -- | -- | -- | -- | -- | -- | -- | -- | -- | -- | -- | -- | -- |
| Luogo     | C | T | C | T | T | C | T | C | T | C  | T  | C  | C  | T  | C  | T  | C  | T  | C  | C  | T  | C  | T  | C  | T  | C  | T  | T  | C  | T  |
| Risultato | V | V | V | V | P | V | V | V | V | V  | N  | N  | V  | V  | V  | N  | V  | V  | V  | V  | P  | P  | P  | V  | P  | V  | V  | N  | V  | V  |
| Posizione | 1 | 1 | 1 | 2 | 4 | 2 | 1 | 1 | 1 | 1  | 1  | 1  | 1  | 1  | 1  | 1  | 1  | 1  | 1  | 1  | 1  | 1  | 1  | 1  | 1  | 1  | 1  | 1  | 1  | 1  |

Legenda:

Luogo: C = Casa; T = Trasferta. Risultato: V = Vittoria; N = Pareggio; P = Sconfitta.